# Örby kyrka
Örby kyrka är en kyrkobyggnad i Örby i Marks kommun. Den tillhör Örby-Skene församling i Göteborgs stift.

## Historia
Den gamla kyrkan låg på samma plats som den nuvarande på en höjd som sluttar ned mot Östra Öresjön i ett kulturlandskap med lång kontinuitet bakåt i tiden. Det finns spekulationer om att det kan ha funnits ett hednatempel på platsen, som har en bautasten och gravar från tiden 500-1000 e.Kr. Den medeltida korskyrkan av sten hade kompletterats med ett stentorn, som uppfördes 1788. Kyrkogården har gravvårdar som är över 500 år gamla.

## Kyrkobyggnad
Kyrkan började byggas 1836 av byggmästaren Johan Wennberg och man höll den första gudstjänsten 1839. För ritningarna svarade Axel Nyström vid Överintendentsämbetet.  Den invigdes emellertid först 1843 av biskop Anders Bruhn. Byggnaden har sju fönsteraxlar och portalerna har rundbågiga omfattningar, som är något indragna i murlivet. Tornet hade ursprungligen en lanternin, men fick 1883 en spira, efter förslag av Adrian Crispin Peterson. Detta gör att kyrkan avviker från andra nyklassicistiska verk från samma tid.  
Flera renoveringar har genomförts. År 1956-1957 byggdes en sakristia vid den norra långväggen och efter ritningar av Herman Nordgren restaurerades kyrkan grundligt 1963. Dörrarna kläddes med dekorerad kopparplåt, golv av kalksten lades in i vapenhuset och kyrkorummet, bänkarna byttes ut och togs bort helt under läktaren. Sakristian fick ett nytt altare.

## Inventarier
- Dopfunten tillverkades 1883 av Andréas Olausson.
- Predikstol och altarring med altaruppsats med kopplade kolonner krönta av en trekantsgavel är tillverkade 1840 av Johannes Andersson i Mjöbäck.
- Psalmnummertavlor tillverkade av Johannes Andersson.
- Mattan i koret är vävd i Varnhem av Agda Österberg.
- Läktarorgeln med 33 stämmor är byggd 1974 av Hammarbergs Orgelbyggeri AB i Göteborg.  Orgeln har mekanisk traktur och registratur samt ljudande fasad. Fjärrverket sitter bakom altaruppsatsen och är elektropneumatiskt. Det finns även en kororgel, byggd 1993 av dåvarande Smedmans Orgelbyggeri i Lidköping.

| Huvudverk (man I) | Pedal               | Svällverk (man II)  | Bröstverk (man III) | Fjärrverk (man III) | Koppel |
| 1. Principal 8'   | 11. Principal 16'   | 19. Gedakt 16'      | 29. Koppelflöjt 4'  | Gamba 8'            | III-I  |
| 2. Oktava 4'      | 12. Subbas 16'      | 20. Salicional 8'   | 30. Gedakt 8'       | Salicional 8'       | II-I   |
| 3. Oktava 2'      | 13. Gedaktbas 8'    | 21. Gemshorn 8'     | 31. Principal 2'    | Voix céleste 8'     | III-P  |
| 4. Kvinta 2 2/3'  | 14. Principalbas 8' | 22. Rörflöjt 8'     | 32. Terscymbel II   | Flöjt 4'            | II-P   |
| 5. Kornett II-IV  | 15. Oktava 4'       | 23. Principal 4'    | 33. Piccolo 1'      | Flöjt 2'            | I-P    |
| 6. Mixtur V       | 16. Pedalmixtur IV  | 24. Tvärflöjt 4'    |                     | Tremulant           |        |
| 7. Borduna 8'     | 17. Trumpet 4'      | 25. Waldflöjt 2'    |                     |                     |        |
| 8. Flöjt 4'       | 18. Basun 16'       | 26. Mixtur IV       |                     |                     |        |
| 9. Rörskalmeja 8' |                     | 27. Sesquialtera II |                     |                     |        |
| 10. Trumpet 8'    |                     | 28. Hautbois 8'     |                     |                     |        |
|                   |                     | Svällare            |                     |                     |        |
|                   |                     | Tremulant           |                     |                     |        |

## Interiörbilder

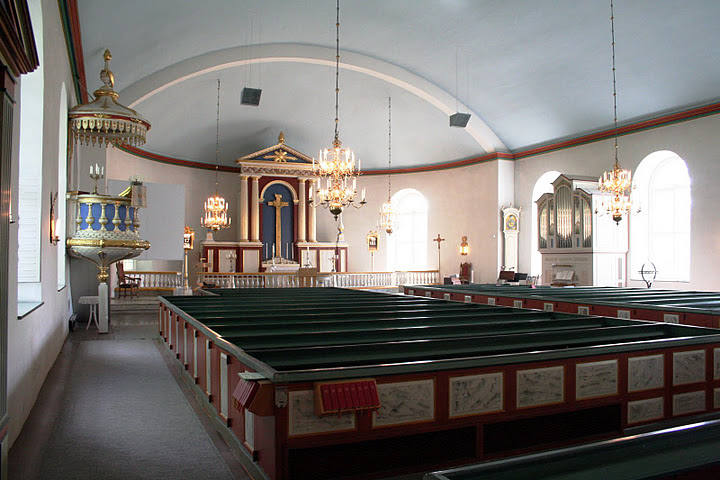
Interiör mot altaret
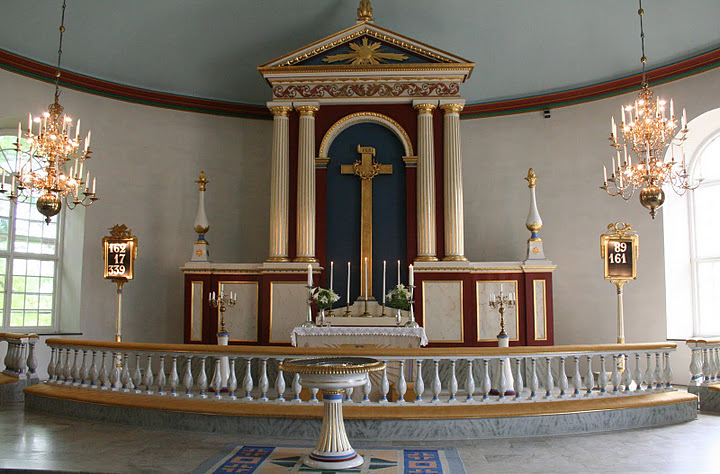
Altaruppsats
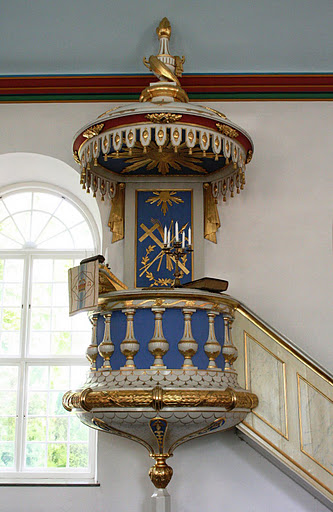
Predikstol